# St. Peter und Paul (Jeże)
Die Kirche St. Peter und Paul in Jeże (deutsch Gehsen) ist ein Bauwerk aus der Mitte des 19. Jahrhunderts. Bis 1945 war sie ein evangelisches Gotteshaus für das ostpreußische Kirchspiel Gehsen; heute ist sie Pfarrkirche der römisch-katholischen Pfarrei im polnischen Jeże.

## Geographische Lage
Jeże liegt im östlichen Süden der Woiwodschaft Ermland-Masuren an der Landesstraße 63. Der Standort der Kirche befindet sich im südlichen Ortsgebiet im Osten der Hauptstraße von Pisz (Johannisburg) nach Kolno.

## Kirchengebäude

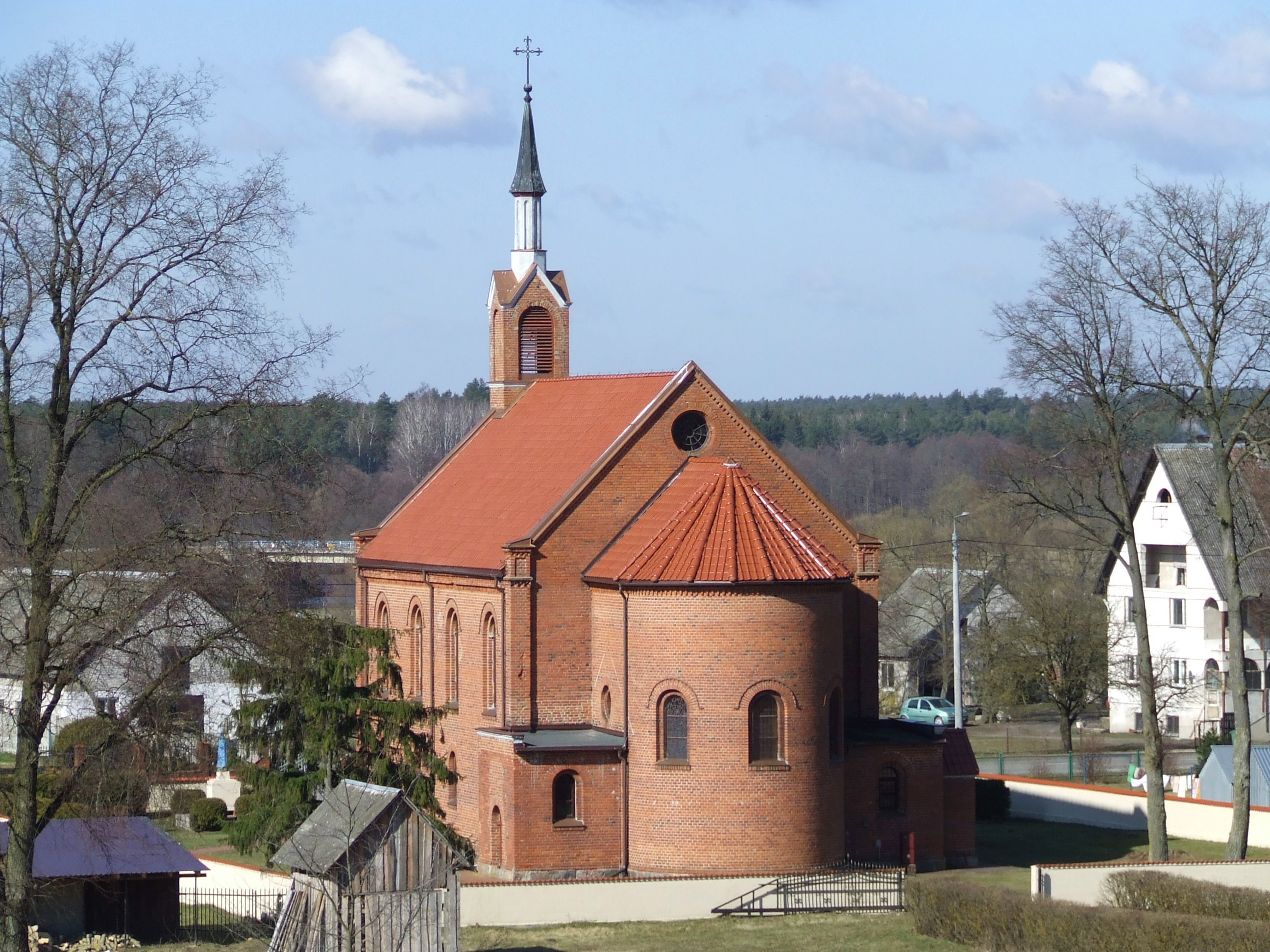
Die Kirche von Osten mit dem halbrunden Chor

Bei der Kirche in Jeże handelt es sich um einen Ziegelbau mit kleinem westlichen Giebeltürmchen und einer halbrunden Ostapsis. Am 18. Dezember 1866 wurde sie feierlich eingeweiht. Erst fünf Jahre später – am 4. November 1871 – konnte auch die Orgel ihrer Bestimmung übergeben werden. Das Geläut der Kirche besteht aus zwei Glocken.
Bis 1945 stand das Gotteshaus im Dienst der evangelischen Kirche. Danach übernahm es die katholische Kirche, zunächst als Filialkirche der Kirche St. Johannes der Täufer in Pisz, später als Pfarrkirche der selbständigen Pfarrei Jeże.

## Kirchengemeinde

### Evangelisch

#### Kirchengeschichte
Im Jahr 1846 wurde in Gehsen eine evangelische Kirchengemeinde gegründet. Zu ihrem Kirchspiel vereinigte man Orte, die bisher zur Kirche in Johannisburg bzw. zur Kirche in Kumilsko (1938–1945 Morgen, polnisch Kumielsk) gehörten. Bis 1945 war die Pfarrei in den Kirchenkreis Johannisburg in der Kirchenprovinz Ostpreußen der Evangelischen Kirche der Altpreußischen Union eingegliedert. 1925 zählte sie 2.489 Gemeindeglieder. Das Kirchenpatronat oblag den staatlichen Behörden.
Flucht und Vertreibung der einheimischen Bevölkerung bedeuteten das Aus für die evangelische Kirchengemeinde in Gehsen. Heute dort lebende evangelische Einwohner halten sich zur Kirchengemeinde in Pisz innerhalb der Diözese Masuren der Evangelisch-Augsburgischen Kirche in Polen.

#### Kirchspielorte (bis 1945)
Zum Kirchspiel Gehsen gehörten neben dem Pfarrort Gehsen 14 Dörfer und Ortschaften:
| Name                 | Änderungsname 1938 bis 1945 | Polnischer Name    |  | Name                             | Änderungsname 1938 bis 1945 | Polnischer Name             |
| -------------------- | --------------------------- | ------------------ |  | -------------------------------- | --------------------------- | --------------------------- |
| Bärenbruch, Forst    |                             | Niedźwiedzie Bagno |  | *Königsdorf bis 1904 Piskorzewen |                             | Piskorzewo                  |
| Dlottowen            | Fischborn (Ostpr.)          | Dłutowo            |  | *Königstal bis 1905 Dziadowen    |                             | Dziadowo                    |
| Eichental, Forst     |                             | Szast              |  | *Lipniken                        |                             | Lipniki                     |
| Groß Pasken          | Abbau Königstal             | Paski Wielkie      |  | Rakowken                         | Sernau                      | Rakówko, jetzt: Turowo Duże |
| Groß Wollisko        | Reihershorst                | Wolisko Wielkie    |  | *Turowen                         | Turau                       | Turowo                      |
| Henriettental, Forst |                             |                    |  | Wondollek                        | Wondollen                   | Wądołek                     |
| Klein Wollisko       | Kleinreihershorst           | Wolisko Małe       |  | Wrobeln                          |                             | Wróble                      |

#### Pfarrer (bis 1945)
An der Kirche Gehsen amtierten von 1846 bis 1945 als evangelische Geistliche die Pfarrer:
- Leopold Czypulowski, 1846–1858
- Johann D. Hermann Hassenstein,
 1858–1865
- Heinrich Rudolf V. Hensel, 1865–1875
- Ernst Theodor Teschner, 1874–1878
- Karl Oskar Aug. Nikolaiski, 1878–1882
- Karl August Bogdan, 1884–1885
- Johann Hermann Bolz, 1886–1893
- Paul Hensel, 1893–1907
- Robert Griggo, 1901
- Otto Arthur Dignath, 1907–1912
- Ernst Stern, 1913–1922
- Johannes Zachau, 1922–1935
- Herbert Friedriszik, 1936–1939
- Horst Sturm, 1939–1942
- Hans Strasdas, 1941–1945

#### Kirchenbücher
Von den Kirchenbuchunterlagen der Pfarrei Gehsen haben sich erhalten und werden im Evangelischen Zentralarchiv in Berlin-Kreuzberg aufbewahrt:
- Begräbnisse 1846–1876.

### Römisch-katholisch
Vor 1945 lebten in der Region Gehsen nur sehr wenige Katholiken. Sie waren in die römisch-katholische Pfarrkirche in Johannisburg im Dekanat Masuren II (Sitz: Johannisburg) im Bistum Ermland eingepfarrt.
Mit dem Zuzug zahlreicher polnischer und meist katholischer Neubürger konnte sich in Jeże eine eigene katholische Gemeinde bilden, die zunächst eine Filialgemeinde der Pfarrei in Pisz war. Im Jahr 1987 errichtete der ermländische Bischof Edmund Piszcz hier eine eigene Pfarrei, zu der heute die Filialkirche in Borki (Adlig Borken) gehört. Die Pfarrei Jeże ist in das Dekanat Pisz im Bistum Ełk in der römisch-katholischen Kirche in Polen eingegliedert.